# 惑星物理学
惑星物理学（わくせいぶつりがく）とは、惑星の生成や進化について物理学的手法を用いて研究を行う学問のことである。

## 概論
元々は地球物理学から始まったものであるが、1969年にメキシコのアインデに隕石が落下したことによって、小惑星及び微惑星の起源と進化についての知見が生まれたことによって生じた学問ともいえる。また、アメリカ合衆国によるアポロ計画によって月から持ち帰られた月の石から得られた地球以外の天体の生成に関する知見から生まれた学問でもある。
初期においては、比較惑星学と呼ばれていたが、この呼称の由来は、地球以外の惑星と地球という惑星を比較することによって地球そのものの成り立ち、及び太陽系にある惑星の成り立ちについて比較研究を行うことによって、より地球及びその他惑星についての知見を拡大できるものとして提案された学問である。
NASAやロシア等の惑星探査機の活動によって、地球以外の惑星について直接探査が行えるようになったことも、この学問の進歩に繋がったといえる。
近年においては、コンピュータの能力の向上及びシミュレーション技術の進歩により、仮想的な原始太陽系星雲から、惑星の生成や月の生成等についての研究も行えるようになってきている。